# Dinu-Alexandre Grigoresco

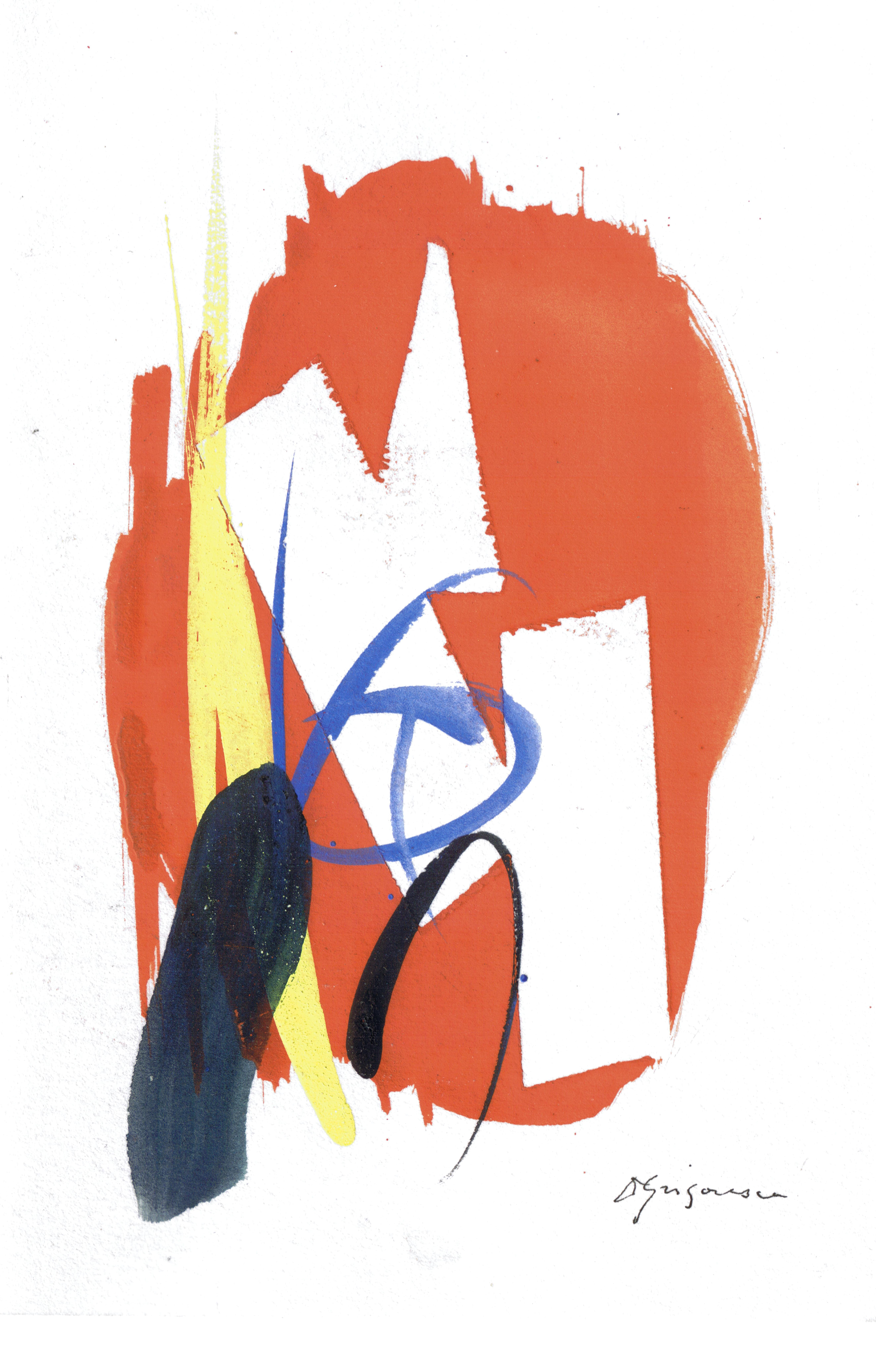
Dinu Grigoresco, Composition abstraite, 1983

Dinu-Alexandre Grigoresco (né le 1er novembre 1914 à Bucarest en Roumanie et mort le 11 octobre 2001 à Fontenay-aux-Roses en France) est un peintre d’origine roumaine.

## Biographie
Dinu Grigoresco est le petit-fils d’un des grands peintres roumains du dix-neuvième siècle, Nicolae Grigorescu. Il a fréquenté l'Académie des beaux-arts de Bucarest avant de partir, en 1939, pour Paris où il obtient une bourse d’études à l’École nationale des beaux-arts. Il a vécu le reste de sa vie en France. D’abord élève de Léon Sabatier et de Nicolas Untersteller, c’est surtout les deux ans passés dans l’atelier d’André Lhote qui marqueront son œuvre. Membre du groupe de l’abstraction lyrique, il côtoie les milieux artistiques et littéraires parisiens de l’après-guerre et se lie d’amitié avec Francis Gruber, Jean Dewasne et Constantin Brancusi.
En 1956, il expose pour la première fois au Salon des Surindépendants, à Paris. Il collabore régulièrement au Salon des réalités nouvelles à partir de 1957. Le ministère des Affaires culturelles de France a d’ailleurs fait l’acquisition de la toile exposée à l’édition 1974 de ce salon – Impulsions – pour le Musée d’Art Moderne de la ville de Paris. Grigoresco participe à des expositions de groupe à Munich (1960) et au Luxembourg (1972). Son œuvre a fait l’objet d’expositions personnelles à Paris, à la Galerie du Haut-Pavé (1957), à Nantes (1975, 1982, 1986) et à Montréal (1989).
Sous l’influence d’André Lhote, son œuvre est d’abord marquée par le cubisme avant d’aboutir à l’abstraction lyrique. Ses tableaux témoignent de deux périodes principales : dans la première, plus sombre, l’artiste fuit les galeries et la commercialisation de son œuvre. Le décès de son épouse marque cependant un moment de rupture : Grigoresco délaisse alors la création artistique pendant quelques années et détruit une partie de son répertoire. À partir du début des années 1970, l’artiste reprend le pinceau. Le mouvement circulaire ascendant caractérise toujours ses tableaux, mais la synthèse picturale est davantage marquée par la lumière.